# 逢いたくて北国へ
「逢いたくて北国へ」（あいたくてきたぐにへ）は小柳ルミ子の20枚目のシングル。1976年9月25日にワーナー・パイオニアから発売された。

## 概要
小柳はこの曲で同年の大晦日に放送された第27回NHK紅白歌合戦に出場した。
小柳と作詞者の橋本淳が共演した際に、橋本は本楽曲を作詞した際の思い入れについて質問され、「なにもない」と答えている。小柳が久々の再会で感涙している最中の一幕であった。

## 収録曲
1. 逢いたくて北国へ （3'51"）
作詞：橋本淳、作曲：井上忠夫、編曲：森岡賢一郎
2. 母と （4'28"）
作詞：橋本淳、作曲：井上忠夫、編曲：あかのたちお